# Pedro Francisco Duque
Pedro Francisco Duque (Madrid, 1963. március 14.–) spanyol mérnök-űrhajós.

## Életpálya
1986-ban szerzett oklevelet az Escuela Tecnica Superior de Ingenieros Aeronauticos Egyetemen. Helikopter (repülőgép) szimulátoron dolgozott műszaki vezetőként. 1986-tól 1992-ig az Európai Űrkutatási és Technológiai Központ (ESTEC) megbízásából számítógépprogram alkalmazásával segítette a űrkutatási feladatok programját. Részt vett az ESA ERS–1 és az EURECA műholdak programjában.
1992. május 15-től részesült űrhajóskiképzésben. Több alkalommal részt vett a  Jurij Gagarin Űrhajóskiképző Központ (TsPK) által biztosított kiképzésen. Felkészítését a NASA kiképző központjában folytatták. Két űrszolgálata alatt összesen 18 napot, 18 órát és 46 percet töltött a világűrben. 2011-től az Európai Űrügynökség (ESA) tanácsadója.

## Űrrepülések
- STS–95 küldetés specialista, a Discovery űrrepülőgép huszonötödik repülése. Az első spanyol űrhajós aki a világűrbe jutott. Az elvégzendő kísérletek több mint felénél jelentősen hozzájárult az elért eredményekhez. Összesen 8 napot, 21 órát és 44 percet töltött a világűrben.
- Szojuz TMA–3 űrhajón indult űrbéli szolgálatra, kutatás felelős űrhajósként. A Szojuz TMA–2 űreszközzel tért vissza a Földre. Összesen 9 napot, 21 órát és 02 percet töltött a világűrben.

Bélyegen is megörökítették az űrrepülését.

### Tartalék személyzet
- Szojuz TM–20 kutatás felelőse
- STS–78 a Columbia űrrepülőgép kutatás specialistája

## Kitüntetések
Kétszer kapta meg a Arany Csillag kitüntetést. A Hold túlsó oldalán krátert neveztek el róla.